# Cooperación de Defensa Nórdica

Mapa que muestra los miembros de la Cooperación de Defensa nórdica

La Cooperación de Defensa nórdica o Nordefco (CDN o NDC, acrónimo del nombre en inglés Nordic Defence Cooperation) es una colaboración entre los países nórdicos en el área de defensa. Sus cinco miembros son Dinamarca, Finlandia, Islandia, Noruega y Suecia.
El objetivo de la organización es fortalecer las capacidades de defensa de los países miembro mediante la identificación de áreas para la cooperación y promover soluciones eficaces. El memorándum de entendimiento fue firmado en Helsinki el 4 de noviembre de 2009, reemplazando a las Estructuras de Defensa de Apoyo Nórdicas (NORDSUP), la Cooperación Nórdica de Armamentos (NORDAC) y el Acuerdo Coordinado nórdico para el Apoyo a la Paz Militar (NORDCAPS), acuerdos cooperativos paralelos anteriores.

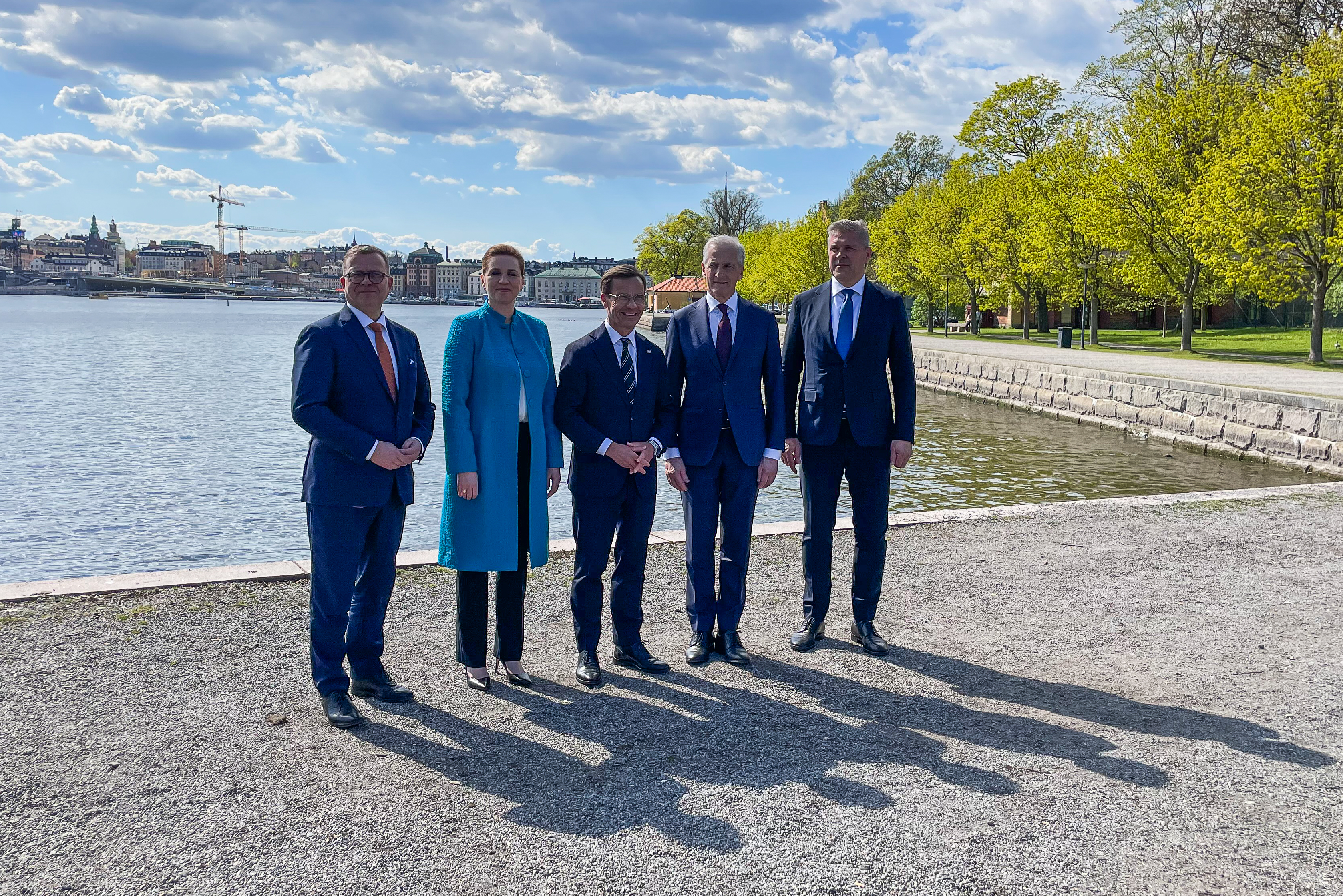
Los primeros ministros de los países miembros del NDC reunidos en Estocolmo.

La participación en el NORDEFCO es voluntaria y los estados pueden escoger en qué áreas  quieren colaborar dentro y en qué medida. Esto significa que la cooperación puede ocurrir bilateralmente así como entre los cinco miembros. También se considera dentro del ámbito organizativo trabajar con países no nórdicos en campos donde haya un valor añadido en hacerlo. Según la página web oficial, la cooperación se basa en la convicción de que  hay mucho que ganar a través de gastos compartidos, soluciones conjuntas y acciones conjuntas. Sin embargo, también subraya el hecho que NORDEFCO no es una alianza militar:
El NORDEFCO no aspira a nuevas alianzas militares o políticas entre las naciones. Se puede lograr una cooperación de refuerzo mutuo en el desarrollo de capacidades sin influir negativamente en las diferentes orientaciones de política exterior y de seguridad de los países participantes y en las obligaciones de membresía en la OTAN, la UE y la ONU. Al contrario, una cooperación práctica más estrecha en el desarrollo de capacidades constituiría un enfoque complementario para proporcionar las capacidades y fuerzas requeridas por estas organizaciones..

## Organización
La presidencia oficial de la organización rota entre los Estados miembro, pero los Ministros nórdicos de Defensa son los responsables últimos de NORDEFCO; se reúnen dos veces al año. Presiden el Comité Directivo de Política de Defensa Nórdica, compuesto por altos funcionarios departamentales de los países miembros. Debajo de este comité se encuentra el Comité de Coordinación Militar Nórdico, compuesto por agentes de bandera quiénes representan los países de miembro' Jefes de Defensa.
Las áreas de cooperación (COPAs) están divididas en cinco secciones:
- Desarrollo estratégico (COPA SD)
- Capacidades (COPA CAPA)
- Recursos humanos & educación (COPA HR&E)
- Entrenamiento & Ejercicios (COPA TR&EX)
- Operaciones (COPA OPS)

Estos cuentan con funcionarios superiores de los países participantes y tienen el mandato de coordinar e implementar aún más las tareas asignadas. Las recomendaciones informadas de los COPA también forman la base de las decisiones tomadas por el Comité Directivo de Política de Defensa Nórdica y el Comité de Coordinación Militar Nórdico.
Además de las Áreas de Cooperación, Adquisición y Apoyo al Ciclo de Vida (ALCS) tiene la tarea de coordinar y facilitar los asuntos relacionados con la cooperación en materia de armamentos. Esto se realiza a través de un proceso de selección anual, en el que todas las naciones participantes brindan información sobre sus planes de adquisiciones. Los planes se comparan, examinan y se identifican las posibilidades de cooperación, examinadas por ALCS. Si se considera adecuado para una mayor cooperación, se establece formalmente como un subgrupo. Estos subgrupos están compuestos por expertos de las naciones participantes y tienen la tarea de establecer las bases sobre cómo puede darse la cooperación; por ejemplo, orientarse hacia un proyecto común de adquisiciones. Históricamente, dicha cooperación ha permitido a las naciones nórdicas aprovechar más de 60 millones de euros en ahorros de costos.